# 6 Ceti
6 Ceti, som är stjärnans Flamsteed-beteckning, är en ensam stjärna belägen i den västra delen av stjärnbilden Valfisken. Den har en skenbar magnitud på 4,89 och är synlig för blotta ögat där ljusföroreningar ej förekommer. Baserat på parallaxmätning inom Hipparcosuppdraget på ca 53,3 mas, beräknas den befinna sig på ett avstånd på ca 61 ljusår (ca 19 parsek) från solen. Den rör sig bort från solen med en heliocentrisk radialhastighet på ca 16,7 km/s och är en av IAU:s standardhastighetsstjärnor.

## Egenskaper
6 Ceti är en gul till vit stjärna i huvudserien av spektralklass F8 V Fe-0.8 CH 0.5, med ett underskott av järn och cyanoradikaler i dess atmosfär.  Den har en massa som är ca 1,1 solmassor, en radie som är ca 1,4 solradier och utsänder från dess fotosfär ca 3,3 gånger mera energi än solen vid en effektiv temperatur av ca 6 300 K.